# Juan de Aviñón
Juan de Aviñón (h1323? -1418?) fue un médico español autor del libro titulado "Sevillana medicina" en su obra expone las enfermedades acaecidas en la ciudad de Sevilla durante el periodo que va desde el año 1353 hasta 1382. Su nombre antes de convertirse al cristianismo hacia 1352 era Moses ben Samuel, natural de Roquemaure (Francia). Se desconoce en su biografía la vinculación que poseía con la ciudad de Sevilla, a la que se trasladó en 1353, quizá llamado como médico por el arzobispo o por el propio rey Pedro el Cruel.

## Obra
- «Sevillana medicina. Que trata el modo conservativo y curativo de los que abitan en la muy insigne ciudad de Sevilla: la qual sirve y aprovecha para qualquier otro lugar destos reynos».[2] Sevilla: en casa de Andrés de Burgos, 5 de noviembre de 1545. Juán de Aviñón menciona en el prólogo, haberla compuesto en 1418, entre otras razones, por mandato del arzobispo de Sevilla.